# Bruxo do Cosme Velho

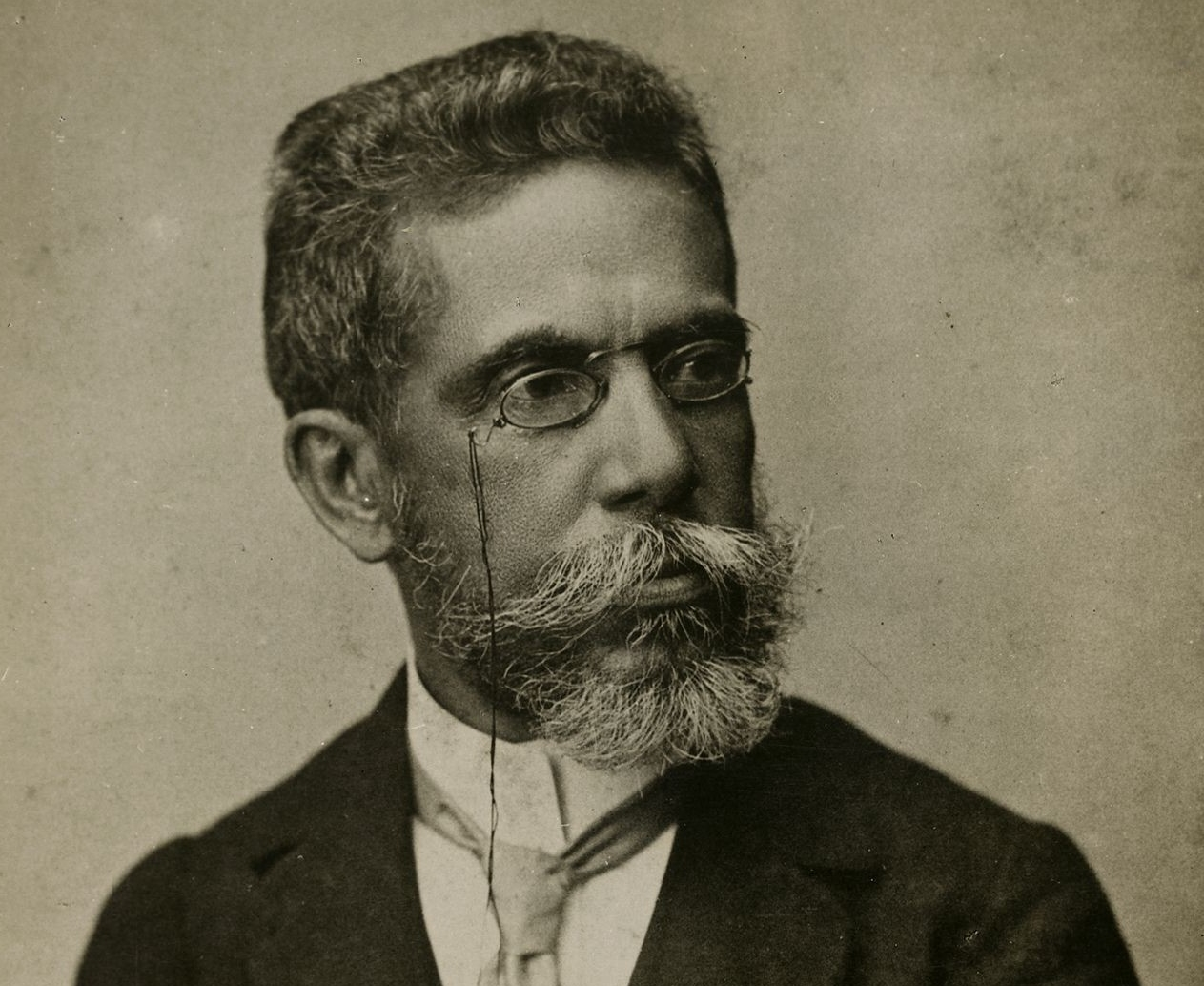
Machado de Assis

Bruxo do Cosme Velho é um epíteto consagrado a Machado de Assis. O termo ganhou força no meio literário quando Carlos Drummond de Andrade publicou o poema: "A um bruxo, com amor", no qual o poeta fez referência à casa (número 18) da rua Cosme Velho, situada no bairro de mesmo nome, no Rio de Janeiro, onde morou Machado de Assis. O poema toma a casa como ponto de partida, como um passaporte para a proximidade com Machado, e, a partir daí, faz referências à obra do autor. Esse epíteto foi usado como inspiração para um trecho do samba-enredo da Beija-Flor de Nilópolis no Carnaval de 2022, onde diz "Nossa gente preta tem feitiço na palavra".